# George Pearce
Pour les articles homonymes, voir Pearce.
Sir George Foster Pearce, né le 14 janvier 1870 à Mount Barker et mort le 24 juin 1952 à Melbourne, est un charpentier, syndicaliste et homme politique australien. Successivement ministre de la Défense (notamment durant l'intégralité de la Première Guerre mondiale), de l'Intérieur puis des Affaires extérieures dans des gouvernements de gauche puis de droite, il est sénateur fédéral de 1901 à 1938 - un record de longévité au Sénat (37 ans et 3 mois). Il a aussi été plus longtemps ministre de la Défense d'Australie (13 ans et 8 mois, non-consécutifs) que toute autre personne.

## Biographie

### Débuts
Fils d'immigrés anglais dont un père forgeron, George Pearce est le cinquième de onze enfants. Il quitte l'école à l'âge de 11 ans et trouve un emploi comme ouvrier agricole, puis comme apprenti charpentier à Adélaïde avant que la Grande Dépression ne l'en prive en 1891. « Après une courte période de chômage », il quitte l'Australie-Méridionale pour l'Australie-Occidentale et parvient à être employé comme charpentier à Perth. Il se syndique et devient rapidement un membre actif de la Ligue politique progressiste, la branche politique nouvellement formée des organisations syndicales d'Australie-Occidentale. Dans le même temps, il passe environ un an comme chercheur d'or à Coolgardie en 1893-1894, sans succès,.
Il est élu au Sénat comme représentant du Parti travailliste aux premières élections fédérales en 1901. Il promeut ou soutient l'introduction d'une taxe foncière pour financer des mesures de protection sociale ; la nationalisation de certaines grandes industries ; la mise en place de pensions de vieillesse ; et la politique de l'« Australie blanche » pour protéger les salaires et les conditions de travail des ouvriers face à l'importation d'une main-d'œuvre étrangère. Initialement antimilitariste et opposé à la participation de volontaires australiens à la seconde guerre des Boers, il change de position à l'issue de la guerre russo-japonaise de 1904-1905 : Percevant le Japon comme une menace, il se prononce dès lors pour un service militaire obligatoire et pour une consolidation des relations de défense de l'Australie avec le Royaume-Uni,.

### Ministre de la Défense et Première Guerre mondiale
Il est nommé ministre de la Défense dans le gouvernement travailliste d'Andrew Fisher en 1908, et hérite de la décision du gouvernement précédent, d'Alfred Deakin, de créer une Marine australienne. Il dote alors l'Australie de trois destroyers. À nouveau ministre de la Défense sous Andrew Fisher de 1910 à 1913, il fait adopter la première loi de défense navale du pays, et pose les fondements d'une école de formation militaire et d'une école de formation navale. En 1912 il fait créer également une école de formation à l'aviation, convaincu de l'importance d'une force militaire aérienne après avoir assisté au Royaume-Uni à une démonstration à ce sujet. La politique qu'il mène de formation militaire obligatoire pour les garçons de 13 à 18 ans, inspirée des recommandations de Lord Kitchener, se heurte toutefois à la désobéissance civile et aux protestations de nombreux parents, ainsi qu'aux critiques de la part de l'aile gauche du Parti travailliste,.
Ayant perdu le pouvoir aux élections de 1913, les travaillistes le retrouvent aux élections anticipées en septembre 1914. Andrew Fisher redevient une troisième fois Premier ministre, et George Pearce est nommé à nouveau ministre de la Défense, la Première Guerre mondiale ayant commencé. À la démission d'Andrew Fisher en octobre 1915, Billy Hughes devient Premier ministre. De janvier à août 1916, George Pearce dirige le gouvernement en l'absence de ce dernier, qui se trouve sur le front de la guerre. Cette même année, le Parti travailliste se déchire autour de la question d'une conscription pour l'envoi de soldats au front. Hughes, favorable à cette mesure, quitte le Parti travailliste et fonde le Parti travailliste national, qui devient bientôt le Parti nationaliste ; George Pearce l'y rejoint et demeure ministre de la Défense. Les Australiens refusent toutefois l'introduction d'une obligation de déploiement de conscrits à la guerre, aux référendums de 1916 et de 1917. En tant que ministre de la Défense, George Pearce est responsable par ailleurs de la censure de la presse en temps de guerre, et l'applique avec autorité. Il est présent pour représenter l'Australie à la signature du traité de paix de Saint-Germain-en-Laye avec l'Autriche en 1919. Il représente également l'Australie à la Conférence navale de Washington de 1921-1922,.

### 1922 à 1931
À son retour, il est fait ministre de l'Intérieur et des territoires, chargé donc de la gestion des territoires sous administration fédérale. Il encourage les investissements privés dans le Territoire de la capitale australienne, et se consacre également -avec un succès limité- au développement du territoire du Nord, du territoire de Papouasie et du territoire de Nouvelle-Guinée. Il est fait chevalier de l'ordre national de la Légion d'honneur par la France en 1924, et chevalier commandeur de l'ordre royal de Victoria en 1927. En 1926 il est fait vice-président du Conseil exécutif fédéral, jusqu'à la défaite du gouvernement aux élections de 1929. En 1927, lorsque la nouvelle capitale fédérale Canberra est prête à accueillir le Parlement fédéral, George Pearce est le seul sénateur élu en 1901 à être encore membre de la chambre haute,.
Il devient alors en 1929 chef de l'opposition au Sénat, et y organise activement et efficacement l'opposition du Sénat aux mesures de relance économique que souhaite prendre le gouvernement travailliste de James Scullin face à la Grande Dépression. Il contribue ainsi grandement à contraindre le gouvernement Scullin à appliquer une politique de déflation, dont de nombreux économistes estiment par la suite qu'elle a prolongé la dépression alors que les politiques « implicitement keynesiennes » que souhaitait appliquer le gouvernement « auraient pu mener à un rétablissement beaucoup plus rapide de l'économie »,.

### Ministre dans les années 1930
Les conservateurs, dont le parti s'appelle désormais « Australie unie », retrouvent le pouvoir aux élections de décembre 1931, et George Pearce devient pour la quatrième fois ministre de la Défense, cette fois sous le Premier ministre Joseph Lyons. Il obtient un accroissement du budget militaire en 1934, mais les militaires lui reprochent l'incohérence et l'inconstance de son approche stratégique à la défense de l'Australie. En 1934 il est déplacé au ministère des Affaires extérieures. À cette date, l'Australie est un pays pleinement indépendant mais qui a choisi de ne pas adopter de politique étrangère indépendante de celle de l'Empire britannique, et George Pearce à ce ministère refuse l'idée de créer une représentation diplomatique australienne indépendante à Washington ; l'Australie y est représentée simplement par un délégué à l'ambassade du Royaume-Uni aux États-Unis (en). Il soutient la politique du gouvernement dont il est membre d'infliger en 1936 une nette augmentation des droits de douane aux produits en provenance des États-Unis, afin de combler partiellement le déséquilibre de la balance commerciale de l'Australie avec ce pays,.
Battu aux élections de 1937, il perd son siège au Sénat et son ministère ; il meurt quinze ans plus tard à son domicile à Melbourne, à l'âge de 82 ans.